# Pachygonidia martini
Espèce
Pachygonidia martini est une espèce d'insectes lépidoptères (papillons) de la famille des Sphingidae, sous-famille des Macroglossinae, de la tribu des Dilophonotini et du genre Pachygonidia .   

## Description
L'espèce est très proche de Pachygonidia hopfferi, mais le bord extérieur de l'aile antérieure est arrondie et le bord extérieur de la bande postmédiane est sombre et ondulée ou dentée.

## Répartition et habitat
Répartition
L'espèce est connue en Amérique centrale et Amérique du Sud en particulier en Bolivie et au Pérou.

## Biologie
Il y a probablement plusieurs générations par an.
Les chenilles se nourrissent probablement Doliocarpus dentatus, Doliocarpus multiflorus et Tetracera hydrophila.

## Systématique
- L'espèce  Pachygonidia martini a été décrite par l'entomologiste allemand Bruno Gehlen en 1943[2]
- Les localités types sont : Honduras, Panama Chiriquí (province), équateur, Pérou, Bolivie.